# Ted Gärdestad

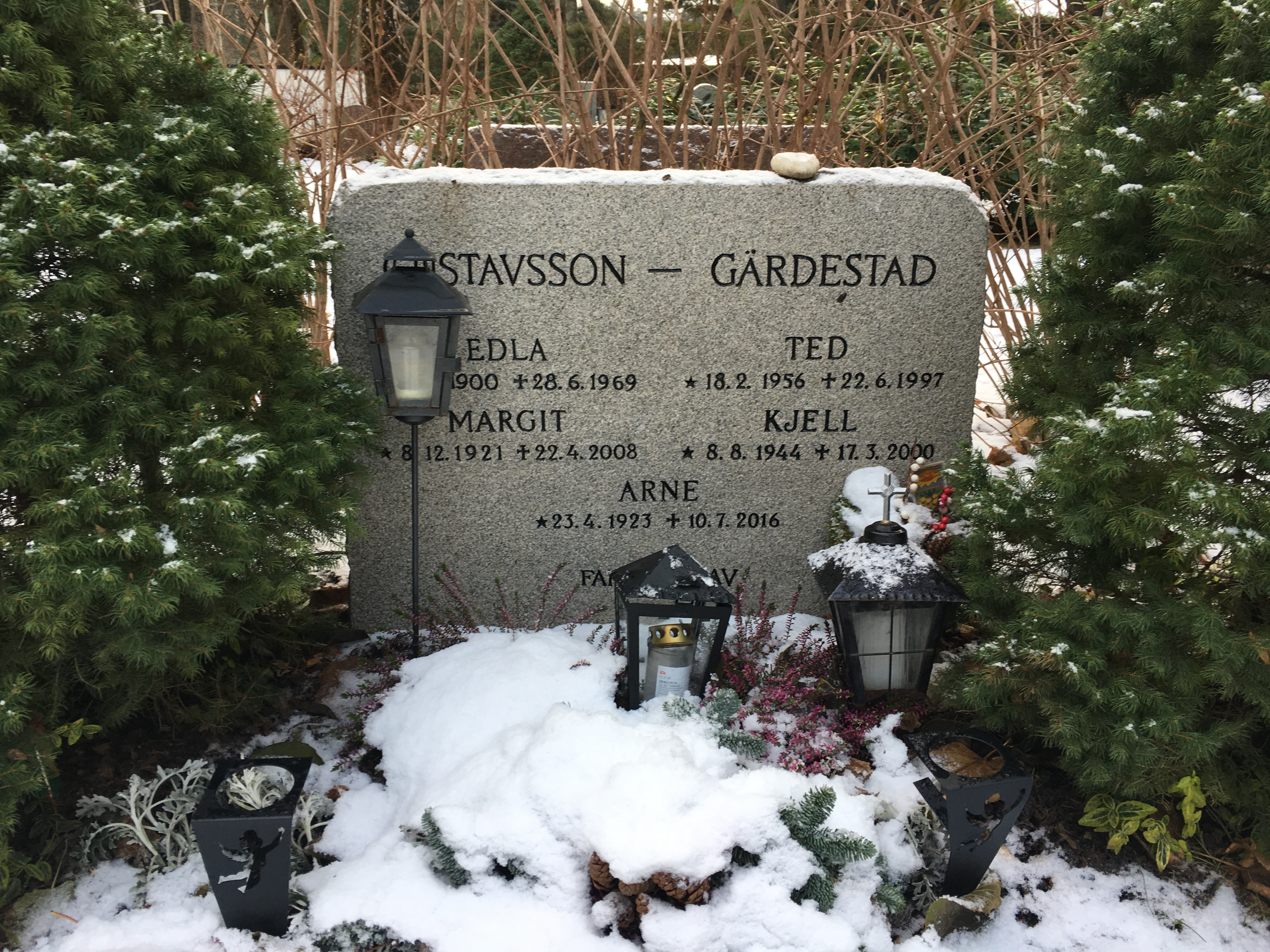
Gärdestads gravplats vid Silverdals griftegård, Sollentuna.

Ted Arnbjörn Gärdestad, född 18 februari 1956 i Sollentuna församling, Stockholms län, död 22 juni 1997 i Sollentuna församling, Stockholms län, var en svensk sångare, kompositör och musiker. Gärdestad komponerade all sin musik själv, och texterna författades av brodern Kenneth Gärdestad. Tillsammans skapade de låtar som "Jag vill ha en egen måne", "Sol, vind och vatten", "Ge en sol", "Satellit", "Oh, vilken härlig da'", "Himlen är oskyldigt blå" och "För kärlekens skull". Ted Gärdestad tävlade i Melodifestivalen fyra gånger som artist, 1973, 1975, 1979 och 1980 varav han vann en gång, 1979 med "Satellit". Han tävlade även enbart som kompositör 1977 med låten "Det bästa som finns" sjungen av Lena Andersson.
Ted Gärdestad var även verksam som skådespelare och medverkade bland annat i 1966 års julkalender, En småstad vid seklets början.
År 2014 släpptes hyllningsalbumet För kärlekens skull – Svenska artister hyllar Ted Gärdestad, där Gärdestads låtar tolkas av svenska artister. Den 3 januari 2018 hade den biografiska filmen Ted – För kärlekens skull premiär med Adam Pålsson i rollen som Ted Gärdestad.

## Biografi

### Uppväxt och karriär
Gärdestad växte upp i Sollentuna kommun norr om Stockholm, i en villa på Åkervägen. Han komponerade sin första låt som sexåring, "Sollentunavalsen". Han medverkade 1964 som åttaåring i Sveriges Televisions Circus minimum där han spelade sin musik på dragspel. Gärdestad slog igenom som artist som femtonåring och hade sin glansperiod på 1970-talet. Han skrev själv musiken till sina låtar, medan brodern Kenneth Gärdestad vanligen skrev texterna. Det var Benny Andersson och Björn Ulvaeus som kom att producera hans debut-LP, Undringar, utgiven på Stikkan Andersons skivbolag Polar Music 1972. Med sin ofta optimistiska och trallvänliga popmusik kom han under 1970-talets proggvåg att betraktas som en utpräglat kommersiell artist. Några av Gärdestads mest kända låtar är "Jag vill ha en egen måne" (1972), "Sol, vind och vatten" (1973), "Angela" (1976) och "För kärlekens skull" (1993). 
Ted Gärdestad deltog i Melodifestivalen första gången 1973 med bidraget "Oh, vilken härlig da'" och placerade sig då på fjärde plats. Nästa gång han deltog var 1975 med låten "Rockin' n' Reelin'", denna gång blev det en sjunde plats. År 1977 tävlade han som kompositör med låten "Det bästa som finns" framförd av Lena Andersson, det blev då en åttonde placering. Två år senare vann han den svenska Melodifestivalen med låten "Satellit". Han fick därmed representera Sverige i Eurovision Song Contest 1979 i Israel. Året därpå deltog han för sista gången i Melodifestivalen tillsammans med sin sambo Annica Boller med låten "Låt solen värma dig" och kom på femte plats.
Gärdestad var en lovande tennisspelare. Han var som fjortonåring sverigetvåa efter nära vännen Björn Borg. 1969 hade Borg vunnit SALK Open efter att i semifinalen ha besegrat Gärdestad med siffrorna 6–0, 8–6. Låten ”Helena” uppges vara skriven till svenska tennisspelaren Helena Anliot, som både han och Björn Borg var förälskade i vid början av 1970-talet. 1977 blev han vegetarian.
Gärdestad arbetade tillsammans med Michael B. Tretow i studioprojektet Caramba, som gav ut en skiva 1981 och fick en hit med låten "Hubba Hubba Zoot Zoot". Samma år kom han i kontakt med sektledaren Bhagwan Shree Rajneesh (senare kallad Osho), vilket så småningom ledde till att han gick in i Bhagwans sekt, Bhagwanrörelsen, och tog avstånd från sitt tidigare liv. Han bytte 1983 namn till Swami Sangit Upasani (alla Bhagwanlärjungar, så kallade sanyas, är tvungna att byta till indisk identitet) och klädde sig i vinrött som andra Bhagwan-lärjungar. 1985 flyttade han till Oregon dit han redan tidigare gjort många resor till rörelsens högkvarter, där han bland annat var discjockey.
År 1986 flyttade han tillbaka till Sollentuna. 1990 började han komponera igen och arbetade en tid som låtskrivare vid Billy Butts skivbolag Little Big Apple Records. Han återvände till scenen igen 1992 och gav 1994 ut sitt sista album Äntligen på väg. På albumet medverkar bland andra Janne Schaffer, Björn J:son Lindh och Marie Bergman. Den enda singeln från albumet var "Ge en sol".
Sitt sista framträdande gjorde Ted Gärdestad i december 1996 på nattklubben Blå Grottan i Gävle tillsammans med den svenske musikern Harpo. Med på scenen var ett kompband och brodern Kenneth.

### Familj
Ted Gärdestad var son till tjänstemannen Arne Gärdestad (1923–2016) och kanslisten Margit, född Sjöholm (1921–2008), och var yngst av tre bröder. Förutom Ted fick makarna Gärdestad sönerna Kjell (1944–2000) och Kenneth (1948–2018). Han var gift första gången 1976–1978 med Lotta Ramel och andra gången 1992–1993 med Alexandra Lindholm.
I ett förhållande med Ann Zacharias fick han i början av 1980-talet barnen Sara (född 1982) och Marc (född 1983). Sonen bodde många år i Israel och kallade sig då Moishe Zacharevsky, men bor numera i Sverige igen.

### Sjukdom
Ted Gärdestad led under senare år av schizofreni. Han hörde röster i huvudet som skrek åt honom, och vid ett tillfälle ska rösterna ha fått honom att skada sig själv i ena handen med hjälp av en osthyvel för att slippa hålla på med musik.
Kenneth Gärdestad sade sig ha märkt de första sjukdomstecknen redan 1985, då Ted var 29 år gammal. Kenneth bodde i USA vid den här tiden och vid ett tillfälle kom Ted på besök. Kenneth upplevde sin bror som rädd och överdrivet renlig; Ted kunde exempelvis inte gå på toaletten utan att använda kirurgiska handskar, och han tvättade allt med ren sprit.
1995 fick Ted Gärdestad svåra skallskador i en bilolycka. Brodern såg senare olyckan som ett tecken på hans psykiska ohälsa, men själv hävdade Ted Gärdestad att det blev ett kraftigt ryck i ratten och att han då förlorade kontrollen över fordonet.

### Död
Ted Gärdestad tog sitt liv, 41 år gammal, genom att hoppa ner på spåret framför ett passerande tåg vid Häggviks station i Sollentuna den 22 juni 1997. Begravningsceremonin förrättades av nära vännen Per Ragnar. Han är begravd intill sin äldre bror Kjell och sina föräldrar på Silverdals griftegård i Sollentuna. Flera samlingsskivor har getts ut postumt. Efter hans död berättade brodern Kenneth Gärdestad i tidningar och i en bok om sin brors sista svåra år med psykisk sjukdom.

## Eftermäle och i kulturen
2006 invigdes statyn Ted Gärdestads plats av Annika Heed, till minne av Ted Gärdestad på Ted Gärdestads plats i stadsdelen Silverdal i Sollentuna. TV-programmet Så mycket bättre på TV4 är uppkallat efter en av Teds låtar från debutalbumet Undringar. Så mycket bättre är även programmets signaturmelodi. 2005 publicerades minnesboken "Jag vill ha en egen måne", med bland annat en intervju med Björn Borg.

### Ted Gärdestadsällskapet

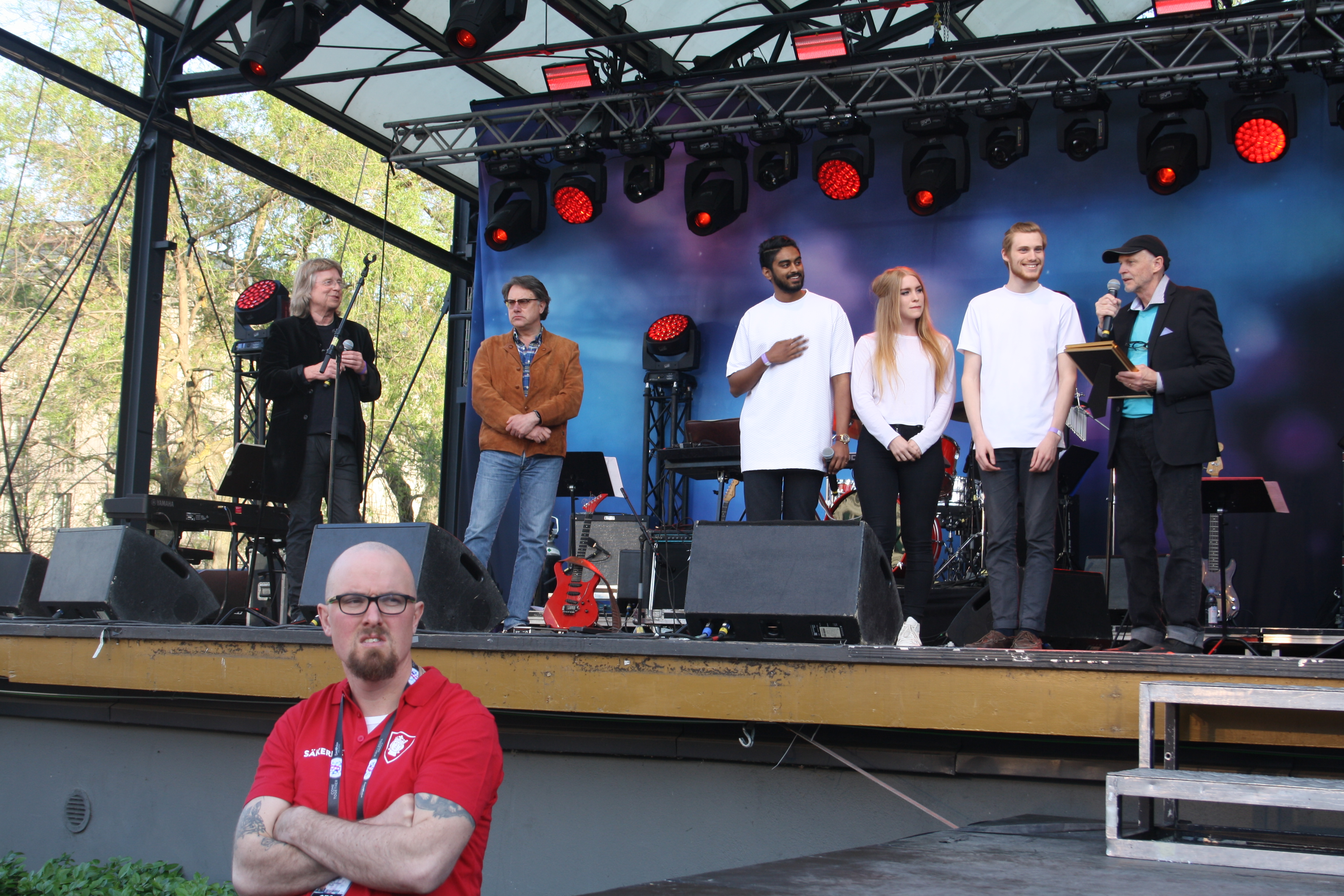
Utdelning av Ted Gärdestadstipendiet i Kungsträdgården 2016.

Ted Gärdestadsällskapet är en ideell förening som grundades 1997 för att hedra minnet av Ted Gärdestad. Föreningen grundades av Elena Helsinghof, Dalarna. Sällskapet försöker varje år ha en hyllning till bröderna Gärdestad i Stockholm med omnejd. Flera kända artister brukar medverka på tillställningen. Bland andra har Svenne Hedlund, Christer Björkman, Richard Herrey, Peter Lundblad, Anna Stadling, Lena Andersson, Marcus Öhrn (före detta sångare i Noice), Lena-Maria Klingvall, Ted Gärdestads kompband Rock’n Roll Machine och Johan Eriksson från Partypolarna medverkat. Även andra mindre kända artister medverkar. Hyllningen brukar vara välbesökt. Sällskapet samlade år 2000 ihop till en vit minnesbänk (Hagasoffa) till Ted Gärdestads minne; denna finns utplacerad i Kungsträdgården i Stockholm varje år april–september.

### Hyllningsalbum
2004 släpptes hyllningsalbumet Fånga En Ängel - En Hyllning Till Ted Gärdestad där kända svenska artister som Helen Sjöholm, Jill Johnson, Håkan Hellström, Patrik Isaksson och Åsa Jinder tolkar Gärdestads låtar.
2014 släpptes hyllningsalbumet För kärlekens skull – Svenska artister hyllar Ted Gärdestad till minne av Gärdestad, där kända svenska artister som Laleh, Tomas Andersson Wij och Markus Krunegård tolkar hans låtar. Albumet innehöll också tre tidigare outgivna låtar av Gärdestad.

### Filmer
Flera filmer har haft titel efter någon av Ted Gärdestads låtar. 2010 kom Himlen är oskyldigt blå, efter Gärdestads låt med samma namn. 2018 hade Ted – För kärlekens skull, en biografisk film om Ted Gärdestads liv med Adam Pålsson i rollen som Gärdestad, premiär.

### Konsertgudstjänster
Den svenske equmeniapastorn Lars Widéll från Skara höll 2014 ett femtiotal konsertgudstjänster där han hyllade Ted Gärdestad, då denne skulle ha firat femtio år som aktiv artist. Under gudstjänsterna tolkades ett flertal av hans låtar.

## Diskografi

### Studioalbum
- 1972 – Undringar
- 1973 – Ted
- 1974 – Upptåg
- 1976 – Franska kort
- 1978 – Blue Virgin Isles
- 1980 – I'd Rather Write a Symphony
- 1981 – Stormvarning
- 1994 – Äntligen på väg

### Samlingsalbum
- 1989 – Spotlight
- 1993 – Kalendarium 1972–1993
- 2001 – Solregn (CD-box)
- 2001 – Droppar av solregn
- 2002 – 15 klassiker 1972–1981
- 2004 – Sol, vind och vatten – det bästa
- 2004 – Fånga en ängel – En hyllning till Ted Gärdestad
- 2005 – Ted Gärdestad 18 ballader
- 2007 – För kärlekens skull – Det bästa med Ted Gärdestad
- 2009 – Helt nära dig – Ted Gärdestads samlade album
- 2014 – För kärlekens skull – Svenska artister hyllar Ted Gärdestad
- 2017 – Signerat Peter Nordahl (Teds sång med nyinspelat ackompanjemang)

### Singlar
- 1972 – Jag vill ha en egen måne
- 1973 – Jag ska fånga en ängel
- 1973 – Oh, vilken härlig da'
- 1973 – Sol, vind och vatten
- 1974 – Eiffeltornet
- 1975 – Rockin' n' Reelin'
- 1976 – Angela
- 1976 – Chapeau-Claque
- 1979 – Satellit
- 1980 – Låt solen värma dig (med Annica Boller)
- 1981 – Låt kärleken slå rot
- 1993 – Himlen är oskyldigt blå
- 1993 – För kärlekens skull
- 1994 – Ge en sol

## Filmografi
- 1966 – En småstad vid seklets början (TV-serie) (adventskalender)
- 1970 – Story of a Woman
- 1973 – Stenansiktet

## Priser och utmärkelser
- Swedish Music Hall of Fame,  2018[1]

[Redigera Wikidata]